# تانيا إرميدا
تانيا إرميدا (بالإسبانية: Tania Hermida) (و. أكتوبر 1968  م) هي مخرجة أفلام، وكاتبة سيناريو، ومنتجة أفلام، وسياسية إكوادورية، ولدت في كوينكا.

## مناصب
تولت منصب National Congress Deputy ‏
.

## وصلات خارجية
- تانيا إرميدا على موقع IMDb (الإنجليزية)
- تانيا إرميدا على موقع ألو سيني (الفرنسية)
- تانيا إرميدا على موقع قاعدة بيانات الفيلم (الإنجليزية)

- تانيا إرميدا في قاعدة بيانات الأفلام على الإنترنت